# Chambre des comptes de Languedoc
La Chambre des comptes de Languedoc, établie à Montpellier, était, sous l'Ancien Régime, une cour souveraine spécialisée dans le contrôle des affaires de finances en Languedoc.

## Historique

### Création de la Chambre des comptes
L'archiviste Edgard Boutaric (1829-1877) indique qu'une Chambre des comptes existait à Nîmes en 1295 et pense qu'il s'agissait d'une trésorerie générale.
La Chambre des comptes en Languedoc est créée par François Ier dans un édit fait à Saint-Germain-en-Laye en mars 1522,,.
Jusqu'en 1522, les comptes du domaine de la Couronne sont rendus à la Chambre des comptes de Paris.

### Suppression et recréation parCharlesIX
Comme toutes les Chambres des comptes des provinces, la Chambre des comptes de Montpellier est supprimée par l'édit de Moulins en février 1566 pris par Charles IX, mais elle est rétablie en 1568.

### Cour des comptes, aides et finances de Montpellier

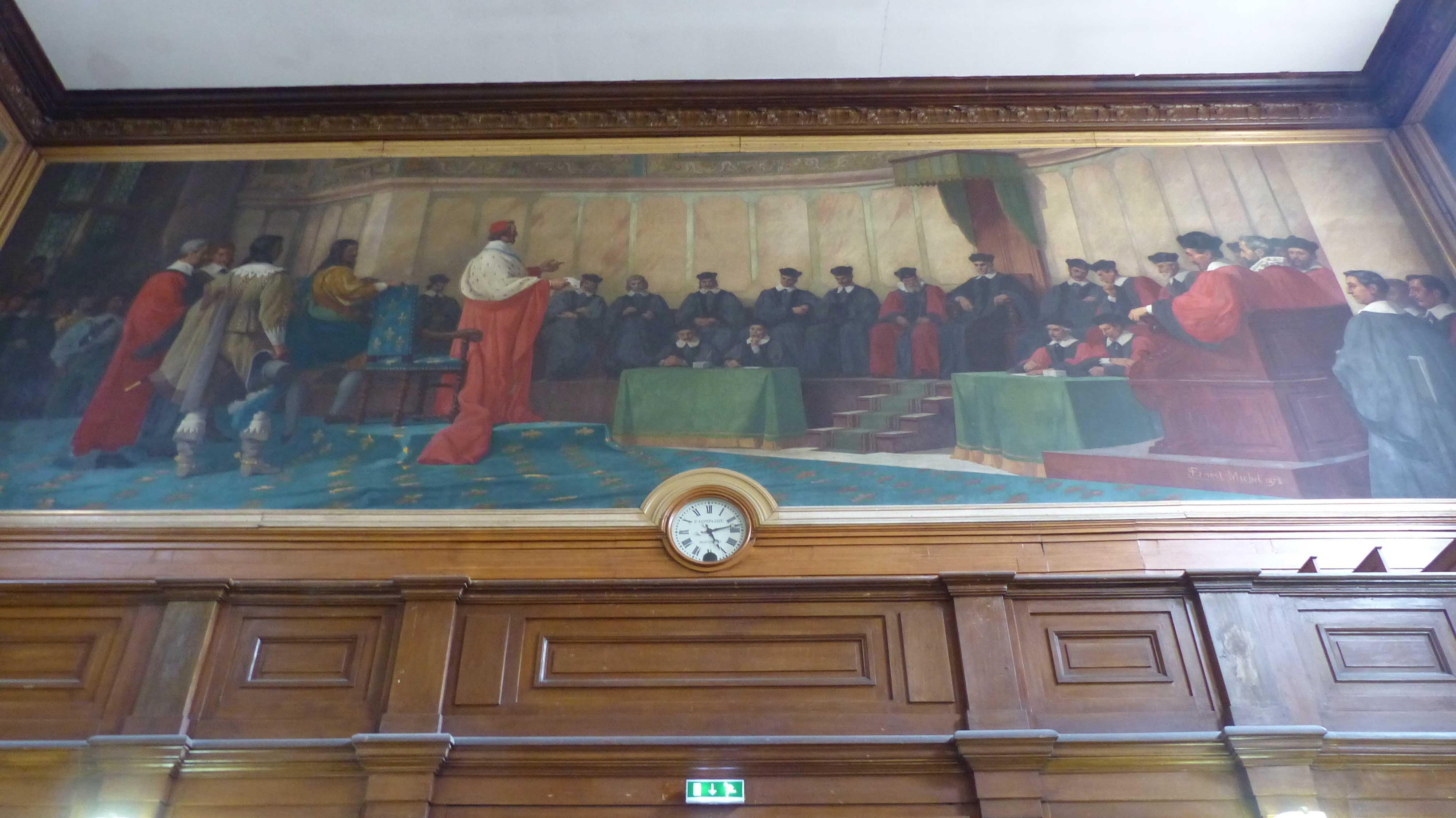
Œuvre d'Ernest Michel : union de la Cour des aides et de la Chambre des comptes de Languedoc en juillet 1629, en présence de Richelieu.

Après le siège de Privas, le cardinal de Richelieu étant favorable à l'union de la Cour des aides et de la Chambre des comptes, le roi Louis XIII a signé l'édit d'union à Nîmes en juillet 1629 et le cardinal de Richelieu est venu à Montpellier pour le faire exécuter le 21 juillet et le fait vérifier à la nouvelle Cour des comptes, aides et finances le 23 juillet, malgré l'opposition des États de la province de Languedoc et du parlement de Toulouse. Des lettres patentes sont données le 15 janvier 1469.
Le gouverneur de la province qui était le Premier président né de la Cour des aides, l'est devenu pour la Chambre des comptes depuis l'union. Le ressort de la Cour des comptes, aides et finances s'étend sur la généralité de Toulouse et la généralité de Montpellier. Louis XIV en 1642 avait réduit le ressort de la Cour des comptes, aides et finances de Montpellier à la seule province de Languedoc. En 1679, il a étendu sa juridiction au Roussillon mais pour la seule Cour des comptes.
Ces deux cours ont été désunies en octobre 1646 à la suite d'une sédition appelée des partisans. L'édit pris pendant la minorité de Louis XIV a envoyé la Cour des aides à Carcassonne et la nouvelle Chambre des comptes est restée à Montpellier. Les officiers de la Cour des aides ont obtenu des lettres patentes du 24 juillet 1648 qui les ont rappelés à Montpellier et a supprimé la nouvelle Chambre des comptes. Ils n'ont obtenu un édit sous forme de déclaration en décembre 1648 pour obtenir leur entier rétablissement.

### Suppression des Chambres des comptes par l'Assemblée constituante en 1790
Le 7 septembre 1790 l'Assemblée constituante a arrêté le principe de la suppression des chambres des comptes. Le décret du 22 décembre 1790 décide que « toute présentation de comptes aux chambres des comptes cessera de ce jour ». La loi rendant effective cette décision est prise le 5 janvier 1791.

## Composition de la Chambre des comptes
Dans l'édit de mars 1522, il est prévu un président, deux maîtres des comptes, trois auditeurs, un greffier, un huissier, un procureur, un receveur et un payeur de la chambre.
Après la réunion de 1648, la cour des comptes, aides et finances comprend 16 présidents, 80 conseillers, 22 correcteurs, 32 auditeurs des comptes et 2 parquets.
En 1765, d'après Jean-Joseph Expilly, il y a 13 présidents, y compris le Premier président, 64 conseillers, 18 correcteurs, 26 auditeurs des comptes, 2 avocats généraux et un procureur général, partagés en trois bureaux, des aides, des comptes et du domaine. Ils servent par semestre.

### Premiers présidents
- Charles d'Albiac, reçu en 1523 ;
- Jean de Cezelli de Saint-Aunez, reçu en 1533 ;
- Pierre de la Volhe, seigneur de Lauze, reçu en 1572 ;
- Jean de Bauxhostes, seigneur d'Agel, reçu en 1591 ;
- Pierre de Bauxhostes, son fils, reçu en 1623, mort en 1636 ;

À la suite de l'édit de réunion de 1629, il est prévu que les premiers présidents de la Chambre des comptes, Pierre de Bauxhostes, et de la Cour des aides, Pierre de Rochemore, siègent par semestre. Ce dernier ayant survécu, il a alors été le seul premier président de la Cour des comptes, aides et finances de Montpellier.
- Pierre de Rochemore[réf. nécessaire] ;
- François Bon, reçu le 20 août 1643, mort en 1680 ;
- Philibert ou Philippe Bon, fils du précédent, reçu en 1680, mais n'exerça que jusqu'en 1681, mort en 1711 ;
- Charles Bon, seigneur de Villevert, frère du précédent, reçu en 1681, il a exercé jusqu'en 1714 ;
- François-Xavier Bon, marquis de Saint-Hilaire, fils de Philibert Bon, reçu en 1714, il a exercé jusqu'en 1742,
- Louis-Guillaume Bon, marquis de Saint-Hilaire, baron de Fourques, il a été reçu en survivance de son père le 6 septembre 1735 et a exercé le 23 septembre 1742. Il a été nommé Premier président du Conseil souverain du Roussillon et intendant de la généralité de Perpignan le 9 novembre 1753 ;
- Fulcrand Jean Joseph Hyacinthe d'Aigrefeuille[8], seigneur de Caunelles, fils de Jean-Pierre de Grefeuille (1665–1744), qui a acheté un office de président en 1704. Son fils est reçu président en survivance en 1720, président effectif en 1724, puis il est nommé Premier président en 1754 et reçu le 16 janvier 1655, il a exercé jusqu'en 1772. Le roi a refusé la transmission de sa charge à son fils ;
- Maurice de Claris, un des présidents en exercice, nommé premier président en 1772, jusqu'à la suppression de la cour en 1790. Son fils avait été reçu en survivance de son père en 1779.

### Fonds d'archives
- Fonds : Compoix du fonds de la cour des comptes, aides et finances de Montpellier (1384-1813) [14,70 ml].  Cote : 1 B. Montpellier : Archives départementales de l'Hérault (présentation en ligne)..
- Fonds Jacques-Joseph Sicard (archives de la cour des comptes, aides et finances de Montpellier) (1437-1792) [14,60 ml].  Cote : 23 J. Montpellier : Archives départementales de l'Hérault (présentation en ligne)..